# ويلفريد مبابي
ويلفريد مبابي (مواليد 11 أكتوبر 1970) مستشار ومدرب كرة قدم فرنسي كاميروني.

## سيرة ذاتية

### طفولة
إيلي ويلفريد مبابي لوتين، من جزيرة جيبالي تقع في مصب نهر ووري بالقرب من دوالا في الكاميرون.

### حياة مهنية
كان لاعب كرة قدم سابق يلعب على المستوى المحلي، وأصبح مدربًا في نادي بوندي لأكثر من 20 عامًا، حيث درب أبنائه كيليان وإيثان، وكذلك جيريس كيمبو إكوكو، بالإضافة إلى ستيفن جوزيف مونروز، فابريس نساكالا، سيباستيان كورشيا، جوناثان أيكونيه، ووليم صليبا.
ثم كرس نفسه لمسيرة ابنه كيليان، حيثُ كان يقدم له النصح والمشورة في كرة القدم، بينما كانت والدته تتولى مع المحامين مسؤولية اتصالاته وصورته ومشاريعه المجتمعية.
أثناء كأس العالم 2022، عمل مستشارًا لقناة نيو وورلد سبورت التوغولية إلى جانب إيمانويل أديبايور، باسيل بولي، وبونافينتور كالو.

## الحياة الشخصية
كان على علاقة (وشراكة مدنية من 2016 إلى 2022) مع فايزة العماري، التي ولدت في بوندي وكانت لاعبة كرة يد لنادي AS Bondy في الدوري الفرنسي لكرة اليد للسيدات حتى عام 2001. أصبح طفلاهما، كيليان وإيثان، لاعبي كرة قدم محترفين، مثل جيريس كيمبو إكوكو، الذي أصبح ويلفريد الوصي القانوني له والذي يعتبره واحدًا من أبنائه.

## أحداث
في فبراير 2023، مثل شخص يُدعى "محمد أ." وهو رجل يبلغ من العمر 48 عامًا، أمام محكمة فرساي بعد أن انتحل شخصية ويلفريد مبابي بين ديسمبر 2021 ويناير 2023 للحصول على تصاريح إقامة.